# Heinz Hartmann
Heinz Hartmann (4 de novembre de 1894, Viena, Àustria-17 de maig de 1970, Stony Point, Nova York) fou un psiquiatre i psicoanalista fundador als Estats Units del corrent de la psicologia del jo, en què planteja que aquesta part de la psique té certa autonomia, i això permet que fins a les persones psíquicament molt pertorbades mantinguen alguns aspectes adaptats a la seua realitat.
Amb el decés de Karl Abraham, Hartmann no pogué seguir l'anàlisi formativa que havia previst amb ell. La continuà amb Sándor Radó. El 1927, publica Fonaments de la psicoanàlisi, i hi presagia aportacions teòriques de la psicologia del jo que més tard faria. També participa en la creació d'un manual de psicologia mèdica.
Sigmund Freud li va oferir analitzar-lo debades, si es quedava a Viena, en aquests moments, però, li oferiren un lloc en l'Institut Johns Hopkins. Va triar ser analitzat per Freud, i fou un pacient i alumne preferit de Freud.
Molts professionals el consideren l'autor que permeté el pont entre la psicoanàlisi i el que actualment es denomina psicologia dinàmica, amb una visió no patològica (desenvolupament i funcionament normal) del subjecte a partir de les teories psicoanalítiques freudianes centrades en patologia.

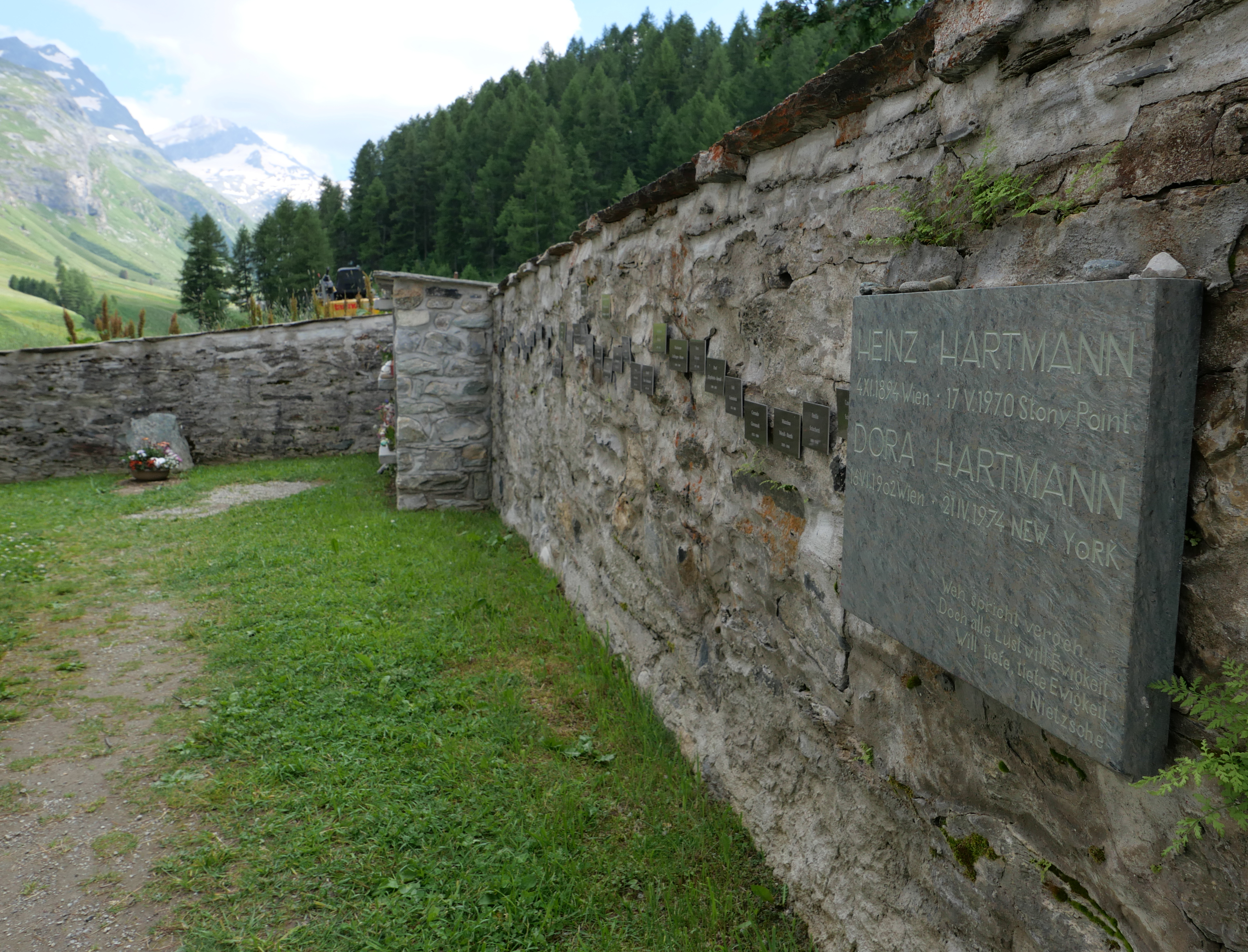
La tomba el 2024.

Les restes mortals d'Hartmann van ser enterrades al cementiri de la capella del segle XV de Fex-Crasta a la Val Fex, que forma part del municipi de Sils im Engadin/Segl, un poble del cantó suís dels Grisons. La seva dona Dorothea "Dora", de soltera Karplus (1902-1974), que també era una psicoanalista nord-americana d'origen austríac, va trobar el seu darrer lloc de descans al seu costat. La làpida porta una cita de la novel·la "Així parlava Zaratustra" del filòsof alemany Friedrich Nietzsche, que va passar uns estius a Sils a la dècada de 1880:
„Weh spricht vergeh / Doch alle Lust will Ewigkeit / Will tiefe, tiefe Ewigkeit“

["Ai diu anar-te'n / Però tot plaer vol l'eternitat / Vol una eternitat profunda, profunda"]

## Obra
- Ich-Psychologie und Anpassungsproblem. 3ª ed. Klett, Stuttgart 1975
- Essays on Ego Psychology. Selected Problems in Psychoanalytic Theory, 1965, ISBN 0-8236-1740-8